# Brè (planina)
Brè (talijanski: Monte Brè) je planina u Švicarskoj iznad grada Lugana.

## Zemljopisne karakteristike
Brè je planina visoka 925 m, koja se nadvila nad grad Lugano u Ticinu.
Do vrha planine vozi uspinjača, a s vrha se vidi izvrsno jezero Lugano i sam grad Lugano.

## Vanjske poveznice
- Monte Brè 925 m (njem.)